# Альфред Іст
Альфред Іст (англ. Sir Alfred Edward East; 15 грудня 1844 — 28 вересня 1913) — англійський живописець і гравер.

## Біографія
Альфред Іст народився у Кеттерінгу, графство Нортгемптоншир. Навчався у Школі мистецтв Глазго, потім у Парижі у Школі образотворчого мистецтва в класах Робера-Флорі і Бугро. Після повернення до Лондона, в квітні 1888 року спільно з художниками Томасом Готчем і Вільямом Інгремом організував виставку у галереї Товариства витончених мистецтв, а наступного року, отримавши замовлення від директора Товариства, провів шість місяців у Японії, де малював пейзажі і портрети місцевих жителів. Виставка робіт, створених у цій подорожі, відбулась у Товаристві 1890 року і мала величезний успіх.
У 1906 році Альфред Іст був обраний президентом Королівського товариства британських художників і обіймав цю посаду до кінця життя. Також 1906 року він опублікував ілюстрований альбом «Мистецтво пейзажу у живописі» (The Art of Landscape Painting in Oil Colour). В цій книзі він описує техніку використання кольору, напівтонів і ескізу олівцем. У 1910 році король Едуард VII посвятив Альфреда Іста у лицарі. 31 липня 1913 року у Кеттерінгу відкрилася Художня галерея Альфреда Іста, спроектована Джоном Альфредом Готчем.
Картини Іста регулярно виставлялися у Королівський академії мистецтв з 1883 року. Пізніше він став асоційованим членом академії, а 1913 року був обраний повноправним членом.
Романтичні пейзажі Альфреда Іста демонструють вплив барбізонської школи.

## Галерея

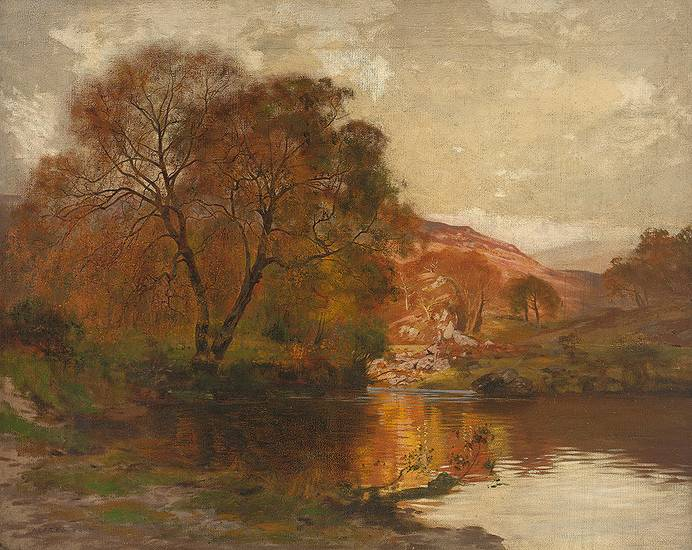
Озеро восени
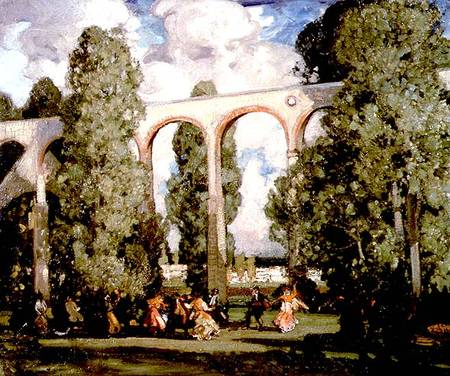
Фієста
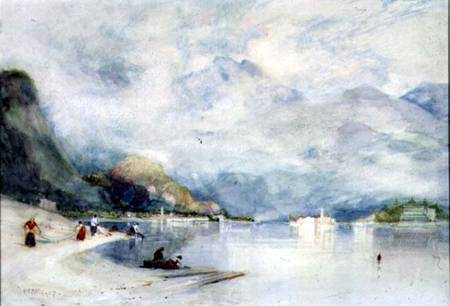
Вид на озеро Маджоре з боку Стрези
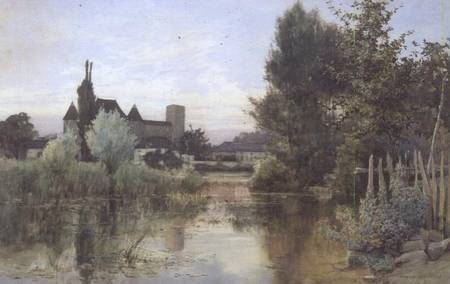
Немурський замок